# 1640 год в науке
В 1640 году произошли различные научные и технологические события, некоторые из которых представлены ниже.

## События
- 18 октября Пьер Ферма сформулировал в письме Френиклю де Бесси свою фундаментальную для теории чисел «малую теорему»: если {\displaystyle p} — простое число и {\displaystyle a} — целое число, то {\displaystyle a^{p}-a} делится на {\displaystyle p.} Ферма объявил, что он доказал данную теорему, однако доказательства не привёл; строгое доказательство дал сто лет спустя Леонард Эйлер.
- 25 декабря — в письме Мерсенну Ферма сформулировал так называемую «рождественскую теорему»: все простые числа вида {\displaystyle p=4n+1,} представимы в виде суммы квадратов двух натуральных чисел (теорема Ферма — Эйлера)[1].
- Завоёванные земли Восточной Сибири получили официальный статус Якутского воеводства[2].

## Публикации
- Английский Королевский ботаник Джон Паркинсон опубликовал «Theatrum Botanicum»[3].
- 16-летний Блез Паскаль послал Мерсенну свой первый математический трактат «Опыт о конических сечениях», который содержал одну из основных теорем проективной геометрии — теорему Паскаля.

## Родились
См. также: Категория:Родившиеся в 1640 году
- 1 апреля — Георг Мор, датский математик, ученик Гюйгенса, автор теоремы Мора — Маскерони (умер в 1697 году).
- 16 июня — Жак Озанам, французский математик (умер в 1619 году).
- Элиас Тилландс, «отец финской ботаники» (умер в 1693 году).

## Скончались
См. также: Категория:Умершие в 1640 году
- 25 июля — Фабио Колонна, итальянский ботаник (род. около 1567 года)[4].